# Microsoft Windows
Microsoft Windows (ang. windows „okna”, IPA: [maɪkɹoʊsɑːft ˈwɪndoʊz]) – rodzina systemów operacyjnych stworzonych przez firmę Microsoft. Systemy rodziny Windows działają na telefonach, smartfonach, serwerach, systemach wbudowanych oraz na komputerach osobistych, z którymi są najczęściej kojarzone.
Systemy z rodziny Windows skrótowo nazywa się Win – np. Win7 to Windows 7, Win10 to Windows 10.
Prezentację pierwszego graficznego środowiska pracy z rodziny Windows firmy Microsoft przeprowadzono w listopadzie 1984. Wówczas była to jedynie graficzna nakładka na system operacyjny MS-DOS, powstała w odpowiedzi na rosnącą popularność graficznych interfejsów użytkownika, takich jakie prezentowały na przykład komputery Macintosh. Nakładka, a później system operacyjny Windows po pewnym czasie zdominowała światowy rynek komputerów osobistych. Pierwszym stabilnym wydaniem był Windows 1.01. Windows 1.00 był wersją beta, która nie była nigdy wydana.

## Wersje
Zbiorczo stosowana nazwa Windows dotyczy całej serii produktów z dziedziny środowisk i systemów operacyjnych firmy Microsoft. Produkty te dzielą się następująco:

### 16-bitowe środowiska operacyjne
Wczesne wersje Windows były raczej graficznymi interfejsami użytkownika – pulpitami. Wynikało to z uruchamiania ich z poziomu systemu operacyjnego MS-DOS i wykorzystywania jego mechanizmów w dziedzinach chociażby obsługi plików. Z drugiej jednak strony nawet owe wczesne 16-bitowe środowiska pracy posiadały pewne cechy pełnoprawnego systemu operacyjnego, posiadając np. własny format plików wykonywalnych i własne sterowniki urządzeń (zegara, urządzeń graficznych, drukarek, myszy, klawiatur, czy urządzeń do generowania dźwięku) wykorzystywane przez aplikacje. Inaczej niż możliwe to było w MS-DOS, nakładki Windows umożliwiały jednoczesne uruchomienie wielu aplikacji, działających w trybie wielozadaniowości kooperatywnej. Kolejną cechą 16-bitowych implementacji Windows było korzystanie ze skomplikowanego systemu segmentowanej pamięci wirtualnej obsługiwanej programowo; system ten umożliwiał uruchamianie aplikacji o rozmiarach przekraczających wielkość dostępnej pamięci operacyjnej komputera. Segmenty danych były przywoływane do pamięci i usuwane z niej, jeśli tylko ilość wolnego miejsca niebezpiecznie spadała. Dane ulegały również przemieszczaniu, jeśli aplikacja nie wymagała stałej kontroli ze strony procesora, na przykład czekając na wprowadzenie przez użytkownika danych. Środowiska wykorzystujące tę technologię to Windows 1.0, wydany w roku 1985 i Windows 2.0 (rok 1987) wraz z powiązanym środowiskiem Windows/286.

### Hybrydowe, 16/32-bitowe środowiska operacyjne
Windows/386 wprowadził do środowiska jądro działające w 32-bitowym trybie chronionym procesora i monitor urządzeń wirtualnych. Na okres całej sesji nakładka tworzyła jedno lub więcej środowisk wirtualnych typu 8086, umożliwiając wirtualizację urządzeń (karty graficznej, klawiatury, myszy, zegara i kontrolera przerwań) dla każdego z nich. Widocznym dla użytkownika skutkiem działania tej technologii była możliwość uruchamiania wielu środowisk MS-DOS w trybie wielozadaniowości z wywłaszczeniem, z których każde uruchomione było w oddzielnym oknie (aplikacje graficzne MS-DOS-a wymagały przejścia w tryb pełnoekranowy). Aplikacje przeznaczone dla środowiska Windows były nadal uruchamiane w trybie wielozadaniowości kooperatywnej, a każda była umieszczona w odrębnym środowisku.
Środowiska Windows 3.0 (rok wydania 1990) i Windows 3.1 (rok 1992) znacznie usprawniły wyżej opisane mechanizmy, głównie dzięki wykorzystywaniu pamięci wirtualnej i ładowanych do pamięci sterowników urządzeń wirtualnych (VxD), które zezwalały poszczególnym oknom DOS uruchomionym w wielozadaniowości wspólne korzystanie z umownych urządzeń. Dzięki tym rozwiązaniom aplikacje Windows mogły być uruchamiane w 16-bitowym trybie chronionym (zarówno gdy środowisko Windows działało w trybie standardowym, jak i rozszerzonym trybie procesorów 386), otrzymując dostęp do kilkunastu megabajtów pamięci operacyjnej, były też zwolnione z konieczności korzystania z systemu pamięci wirtualnej obsługiwanego programowo. Nadal działały we wspólnej przestrzeni adresowej, gdzie były częściowo chronione przez funkcję segmentacji pamięci, a ich wykonywanie odbywało się w trybie wielozadaniowości kooperacyjnej. W przypadku Windows 3.0 Microsoft dodatkowo napisał w asemblerze część kluczowych funkcji środowiska, co obniżyło wymagania pamięciowe platformy i przyspieszyło jej działanie.

### Hybrydowe, 16/32-bitowe systemy operacyjne
Po wprowadzeniu do środowiska Windows for Workgroups 3.11 32-bitowego dostępu do plików, platforma Windows mogła w końcu zrezygnować z zarządzania plikami przez system operacyjny DOS. Wykorzystując cechy nowego mechanizmu, system operacyjny Windows 95 wprowadził możliwość stosowania długich nazw plików, zaś DOS ze swoimi ograniczeniami nazw plików (8 liter nazwy plus 3 rozszerzenia) został sprowadzony do roli programu ładującego system przy starcie komputera. Windows 95 i jego następcy do wersji Me włącznie, miały więc dwa jądra i środowiska: uruchamiany zaraz po starcie DOS, a chwilę później środowisko wielozadaniowe (pulpit). Sam DOS był dostarczany wraz z Windows, co sprawiło, że częściowo obsługiwał długie nazwy plików, jeśli jego aplikacje były wywoływane spod Windows. Najważniejszą cechą nowego systemu była możliwość uruchamiania 32-bitowych programów graficznych działających wielowątkowo w trybie wielozadaniowości z wywłaszczeniem. Konieczność utrzymania zgodności wstecznej z programami 16-bitowymi oznaczała jednak, że komponenty graficznego interfejsu użytkownika nadal były 16-bitowe, do tego nie w pełni wielozadaniowe, co skutkowało obniżonymi osiągami systemu i kłopotami z jego stabilnością.
System operacyjny Windows 95 ukazał się w trzech wersjach: pierwsza zadebiutowała w roku 1995, zaś kolejne w latach 1996 i 1997. Dwie późniejsze wersje dostępne były tylko w edycjach OEM, a jedną z ważniejszych zaimplementowanych w nich cech był system plików FAT32 oraz poprawna obsługa urządzeń USB (wersja OSR2.1). Następnym produktem serii był Windows 98, który na rynku pojawiał się dwukrotnie – w roku 1998 oraz pod nazwą Windows 98 Second Edition w rok później. W roku 2000 Microsoft wydał system operacyjny Windows Me (skrót Me oznacza Millennium Edition), bazujący na kodzie systemu Windows 98, jednak w kwestiach wyglądu zaprojektowany jak Windows 2000. Jednym z rozwiązań wprowadzonym do Windows Me było przywracanie systemu, które umożliwiało użytkownikowi przywrócenie ustawień systemu z danego dnia. Nie zostało ono jednak ciepło przyjęte, gdyż w wielu przypadkach powodowało konflikty. Windows Me został przyjęty na rynku jako „wypełniacz” na drodze do pełnego połączenia obydwu gałęzi opracowywanych przez Microsoft systemów operacyjnych. Microsoft natomiast nie dał produktowi wystarczającego czasu na „zadomowienie się” na rynku, zanim wprowadził Windows XP.

### 32-bitowe systemy operacyjne
Ta linia systemów operacyjnych z rodziny Windows była opracowywana i sprzedawana pod kątem klientów korporacyjnych, żądających zwiększonej stabilności systemu i dzięki swemu pochodzeniu (odseparowaniu od linii MS-DOS) nie była obarczona ograniczeniami tekstowego systemu operacyjnego. Pierwszym systemem tej linii był Windows NT 3.1, który zadebiutował w roku 1993 – numer wersji 3.1 pozostawiono, by zrównać numerację z wcześniej oferowanymi środowiskami operacyjnymi i by „przebić” numerację systemu OS/2 – głównego konkurenta systemu Windows NT (wówczas istniejącego w wersji 2.1), sztandarowego produktu firmy IBM, w którego powstaniu uczestniczył również Microsoft. Kolejne wersje systemu NT to 3.5 (rok 1994), 3.51 (1995) i 4.0 (1996). Ostatnia z wymienionych wersji wyglądem przypominała Windows 95, przejmując jego interfejs użytkownika. Późniejsze działanie Microsoftu podążały w kierunku połączenia linii systemów operacyjnych dla klientów indywidualnych i korporacyjnych. Pierwsza próba, którą był Windows 2000, nie spełniła oczekiwań obydwu grup, została więc przeznaczona dla zastosowań firmowych. Prace nad domowym odpowiednikiem Windows 2000, roboczo ochrzczonym „Neptune” zostały wstrzymane, a w jego miejscu pojawił się Windows Me. Osiągnięcia „Neptune” zostały włączone do nowego projektu o nazwie „Whistler”, który po zakończeniu stał się systemem operacyjnym Windows XP. Rozszerzeniem linii wysokiej klasy 32-bitowych systemów operacyjnych dla biznesu był Windows Server 2003. Windows Vista jest w wersji 32-bitowej i 64-bitowej. Ostatnim na liście systemem 32-bitowym jest Windows CE, zaprojektowany dla rozwiązań przenośnych i aplikacji zagnieżdżonych i oferujący szereg usług dla działających w jego środowisku stanowisk roboczych. Windows 7, Windows 8.1 oraz Windows 10 są dostępne zarówno w wersji 32-bitowej, jak i 64-bitowej.

### 64-bitowe systemy operacyjne
System Windows NT działał na kilku różnych platformach sprzętowych, zanim dominującą pozycję na rynku komputerowym (również w dziedzinie zastosowań profesjonalnych) uzyskały komputery osobiste oparte na procesorach rodziny x86. Windows NT w wersjach od 3.1 do 4.0 dostępny był dla komputerów opartych na architekturze DEC Alpha i MIPS R4000, które były maszynami 64-bitowymi. System operacyjny jednak traktował procesory tych komputerów jako 32-bitowe.
Po pojawieniu się architektur sprzętowych IA-64 (procesory Itanium), zaś później X86-64/EMT64 (która w terminologii Microsoftu była oznaczana jako x64), Microsoft udostępnił nowe wersje swoich aktualnie wydawanych systemów operacyjnych. Nowoczesna linia 64-bitowych systemów Windows składała się z Windows XP 64-bit Edition dla systemów IA-64, Windows XP Professional x64 Edition dla komputerów wyposażonych w procesory obsługujące rozszerzone instrukcje X86-64/EMT64 oraz Windows Server 2003 w wydaniach dla architektur IA-64 i x64. Wersje x64 systemów Windows XP Professional i Windows Server 2003 zadebiutowały 25 kwietnia 2005, wersje dla procesorów Intel Itanium były natomiast udostępniane w tym samym czasie, co ich 32-bitowe odpowiedniki. System Windows Vista jest pierwszym produktem firmy, który dla użytkowników końcowych został wydany jednocześnie w wersji 32-bitowej, jak i 64-bitowej. Jego następcy – systemy Windows 7, Windows 8, Windows 8.1 oraz Windows 10 – również są dostępne w obu wersjach. Począwszy od Windows 11, system jest wydawany tylko w wersji 64-bitowej.

## Popularne wbudowane aplikacje systemu Windows

### Internet Explorer
Po premierze systemu Windows 95 został dopuszczony do sprzedaży dodatek Microsoft Plus! zawierający graficzną przeglądarkę Internet Explorer w wersji 1.0. Była to pierwsza przeglądarka Microsoftu.
Od czasu wydania systemu Windows 98 przeglądarka Internet Explorer jest zintegrowana z Eksploratorem Windows, co oznacza niemożność jej całkowitego usunięcia.
W Windows 7 istnieje możliwość odinstalowania przeglądarki Internet Explorer. Europejska wersja systemu (Windows 7 E), która miała nie zawierać przeglądarki Internet Explorer według decyzji Microsoftu, została wycofana z produkcji. Zastąpiło ją okno wyboru przeglądarki, dystrybuowane jako aktualizacja przez Windows Update w pierwszej kolejności dla komputerów, gdzie domyślną przeglądarką jest Internet Explorer.
W Windows 10 Internet Explorer został zastąpiony przez nową przeglądarkę o nazwie Microsoft Edge. W 2022 roku Internet Explorer został usunięty z systemu Windows 10 poprzez jedną z aktualizacji dla Microsoft Edge, jednak w Edge udostępniona została funkcja emulująca zachowanie Internet Explorera celem zachowania kompatybilności wstecznej.

### Windows Media Player
Windows Media Player był domyślnym odtwarzaczem multimedialnym w starszych wersjach systemu Windows. Podobnie jak w przypadku przeglądarki Internet Explorer nie można było całkowicie usunąć go z systemu.
Komisja Europejska w marcu 2004 nałożyła na Microsoft karę w wysokości 497,2 mln euro i nakazała wydawać wersję systemu Windows bez programu Windows Media Player, co Microsoft uczynił wydając w Europie wersje N swoich systemów. Wersje N nie odniosły jednak sukcesu na rynku.
W systemie Windows 10 domyślnym odtwarzaczem wideo jest aplikacja Filmy i TV, a odtwarzaczem audio Muzyka Groove. Wciąż jednak możliwe jest ustawienie Windows Media Player jako domyślny odtwarzacz. W Windows 11 aplikacje do odtwarzania audio i wideo zastąpił Odtwarzacz Multimedialny (ang. Media Player), choć dawny Windows Media Player wciąż jest dostępny jako Windows Media Player Legacy. 

### Microsoft Paint
Microsoft Paint (wcześniej Paint, Paintbrush) – program graficzny przeznaczony do tworzenia i obróbki grafiki rastrowej w systemach Windows, będący produktem firmy Microsoft.
Program nie posiada filtrów ani obsługi warstw – funkcji typowych dla profesjonalnych programów graficznych, mimo to jest chętnie wykorzystywany przez artystów pixel artu. Potrafi zapisywać i odczytywać grafikę w formatach: BMP, JPG i JPEG, GIF, TIFF, ICO oraz PNG.

### Aplikacje pocztowe
Outlook Express jest standardowym klientem poczty elektronicznej od wersji Windows 95 do wersji Windows XP. Następcą Outlook Express jest Windows Mail, klient poczty e-mail w Windows Vista, zastąpiony dodatkiem Poczta systemu Windows Live w Windows 7, a w systemie Windows 8, Windows 8.1, Windows 10 i Windows 11 dostępny jest program nazwany po prostu Poczta.

## Historia
Microsoft podążył w rozwoju swoich systemów operacyjnych dwiema równoległymi ścieżkami. Jedna z nich koncentrowała się na dostarczaniu systemów operacyjnych dla użytkowników domowych, druga zaś oferowała rozwiązania dla profesjonalistów w dziedzinie informatyki. Ten swoisty dualizm skutkował pojawianiem się na rynku systemów domowych o znacznie bardziej chwytliwej dla oka stylistyce, lecz ograniczonymi w kwestiach pracy w sieci i bezpieczeństwa oraz wersji profesjonalnych – uboższych graficznie, lecz stabilniejszych podczas pracy w sieci i wyposażonych w lepsze zabezpieczenia.
Pierwsza wersja Microsoft Windows, opatrzona numerem 1.0, obecna na rynku od listopada 1985, nie oferowała dużego zakresu funkcjonalności i nie zyskała szerszego uznania. Windows 1.0 nie był systemem operacyjnym, lecz przedłużeniem – nakładką na system MS-DOS. Microsoft Windows w wersji 2.0, sprzedawany od listopada 1987, nieco lepiej przyjął się wśród użytkowników. Wersja 2.03, datowana na styczeń 1988, wprowadziła zmiany w wyglądzie – zamiast okien ułożonych sąsiadująco możliwe było nachodzenie poszczególnych aplikacji na siebie. Skutkiem wprowadzenia tej zmiany był pozew wytoczony Microsoftowi przez firmę Apple Computer, który zarzucał firmie Billa Gatesa naruszenie praw autorskich należących do Apple.
Wersja 3.0 nakładki Windows, sprzedawana od roku 1990, była pierwszym produktem rodziny, który osiągnął szerszy sukces. Wyznacznikiem popularności było sprzedanie 2 milionów kopii nakładki w trakcie pierwszych sześciu miesięcy obecności rynkowej. Wprowadzone ulepszenia dotyczyły przede wszystkim interfejsu użytkownika i możliwości pracy wielozadaniowej. W sierpniu 1995 Microsoft rozpoczął sprzedaż systemu operacyjnego Windows 95, który kontynuował zmiany w interfejsie użytkownika i pozwalał na rzeczywistą prace wielozadaniową. Wsparcie techniczne dla systemu Windows 95 zakończyło się 31 grudnia 2001.
W lipcu 1993 pojawił się Windows NT, oparty na nowym jądrze. Windows NT był postrzegany jako system dla profesjonalistów, firm i przedsiębiorstw. Połączenia go z linią systemów operacyjnych dla użytkowników domowych dokonano dopiero przy okazji wprowadzenia systemu Windows XP.
Kolejnym systemem rodziny była wersja Windows 98, który na rynku pojawił się w czerwcu 1998. Dość ostrej krytyce poddana została jego powolność w porównaniu z Windows 95, lecz większość niedogodności została wyeliminowana w wydanej w roku 1999 wersji Windows 98 Second Edition. Wsparcie techniczne dla systemów Windows 98 i Windows 98 SE zostało zakończone 11 lipca 2006.
W dziedzinie systemów operacyjnych do zastosowań profesjonalnych, Microsoft zaoferował w lutym 2000 system operacyjny Windows 2000, będący następcą Windows NT 4.0. Następcą Windows 98 w kategorii rozwiązań dla użytkowników domowych był Windows Me (Millenium Edition). Wraz z systemem Windows Me, który debiutował we wrześniu 2000, Microsoft starał się wprowadzić szereg własnych rozwiązań technologicznych, takich jak Universal Plug and Play. Produkt jednak otrzymał od rynku słowa krytyki pod adresem kompatybilności zastosowanych rozwiązań i stabilności działania.
W październiku 2001 Microsoft przedstawił system operacyjny Windows XP. Produkt ten łączył w sobie jądro przejęte z linii Windows NT oraz funkcjonalność systemu Windows 95 i jego następców. W prasie komputerowej pojawiło się sporo pochwał skierowanych pod adresem nowego systemu. Oferowane były dwie wersje Windows XP, ochrzczone mianami „Home” i „Professional”, przy czym pierwsza – skierowana do użytkowników domowych – nie była wyposażona w szereg mechanizmów sieciowych i zabezpieczających, które zostały wprowadzone w wersji Professional. Była więc upodobniona do systemów z linii 9x, natomiast wersja Professional kontynuowała założenia systemów z linii NT. Dodatkowym produktem linii XP była wersja „Windows XP Media Center Edition”, która pojawiła się w roku 2003 i skierowana była głównie do producentów akcesoriów podłączanych do telewizora, pozwalając na przykład na nagrywanie sygnału telewizyjnego i obsługę za pomocą pilota. Wersja MCE była więc połączeniem wersji Home systemu XP i specjalnej nakładki systemowej dla obsługi multimediów. Wsparcie techniczne dla systemu Windows XP zakończyło się 8 kwietnia 2014 r.
W kwietniu 2003 na rynku pojawił się system operacyjny Windows Server 2003, który zastąpił Windows 2000 w dziedzinie systemów operacyjnych dla serwerów. Pojawił się w nim szereg nowych funkcji, zaś szczególnie silny nacisk położono na bezpieczeństwo. Ulepszona wersja Windows Server 2003 o nazwie Windows Server 2003 R2 pojawiła się w grudniu 2005.
Windows Vista, następca systemu Windows XP, na rynku pojawił się 30 stycznia 2007. Do systemu zostały dodane nowe efekty graficzne oraz serwer IIS 7. W Windows Update udostępniono o wiele więcej sterowników niż w Windows XP. Klienci korporacyjni mogli nabywać system Windows Vista już od 30 listopada 2006.
Następcą Windows Server 2003 jest Windows Server 2008 (nazwa kodowa Longhorn), który został wydany 27 lutego 2008 roku. Wsparcie techniczne dla systemu Windows Vista zakończyło się 11 kwietnia 2017 roku.
Windows, cieszący się długo najwyższym udziałem rynku systemów operacyjnych, utracił tę pozycję na rzecz systemu Android w kwietniu 2017.

Historia systemu Microsoft Windows

### Daty wydań
| Data wydania                                                                 | Nazwa produktu                                | Wersja                                                | Wsparcie techniczne (data wygaśnięcia) | Najnowsza dostępna wersja przeglądarki Internet Explorer | Obecność przeglądarki Microsoft Edge |
| ---------------------------------------------------------------------------- | --------------------------------------------- | ----------------------------------------------------- | -------------------------------------- | -------------------------------------------------------- | ------------------------------------ |
| 20 listopada 1985                                                            | Windows 1.01                                  | 1.01                                                  | Nie                                    | –                                                        | Nie                                  |
| 9 grudnia 1987                                                               | Windows 2.03                                  | 2.03                                                  | Nie                                    | –                                                        | Nie                                  |
| 13 marca 1989                                                                | Windows 2.11                                  | 2.11                                                  | Nie                                    | –                                                        | Nie                                  |
| 22 maja 1990                                                                 | Windows 3.0                                   | 3.0                                                   | Nie                                    | –                                                        | Nie                                  |
| 6 kwietnia 1992                                                              | Windows 3.1                                   | 3.1                                                   | Nie                                    | 5                                                        | Nie                                  |
| 31 października 1992                                                         | Windows For Workgroups 3.1                    | 3.1                                                   | Nie                                    | 5                                                        | Nie                                  |
| 27 lipca 1993                                                                | Windows NT 3.1                                | NT 3.1                                                | Nie                                    | 5                                                        | Nie                                  |
| 8 listopada 1993                                                             | Windows For Workgroups 3.11                   | 3.11                                                  | Nie                                    | 5                                                        | Nie                                  |
| 22 listopada 1993                                                            | Windows 3.2 (wydany tylko w języku chińskim)  | 3.2                                                   | Nie                                    | 5                                                        | Nie                                  |
| 21 września 1994                                                             | Windows NT 3.5                                | NT 3.5                                                | Nie                                    | 5                                                        | Nie                                  |
| 30 maja 1995                                                                 | Windows NT 3.51                               | NT 3.51                                               | Nie                                    | 5                                                        | Nie                                  |
| 24 sierpnia 1995                                                             | Windows 95                                    | 4.0.950                                               | Nie                                    | 5                                                        | Nie                                  |
| 24 lipca 1996                                                                | Windows NT 4.0                                | NT 4.0                                                | Nie                                    | 6                                                        | Nie                                  |
| 25 czerwca 1998                                                              | Windows 98                                    | 4.10.1998                                             | Nie                                    | 6                                                        | Nie                                  |
| 10 czerwca 1999                                                              | Windows 98 SE                                 | 4.10.2222                                             | Nie                                    | 6                                                        | Nie                                  |
| 17 lutego 2000                                                               | Windows 2000                                  | NT 5.0.3700.6690                                      | Nie                                    | 6                                                        | Nie                                  |
| 14 września 2000                                                             | Windows Me                                    | 4.90.3000                                             | Nie                                    | 6                                                        | Nie                                  |
| 25 października 2001                                                         | Windows XP                                    | NT 5.1.2600                                           | Nie                                    | 8                                                        | Nie                                  |
| 28 marca 2003                                                                | Windows XP 64-bit Edition                     | NT 5.2.3790                                           | Nie                                    | 8                                                        | Nie                                  |
| 24 kwietnia 2003                                                             | Windows Server 2003                           | NT 5.2.3790                                           | Nie                                    | 8                                                        | Nie                                  |
| 25 kwietnia 2005                                                             | Windows XP Professional x64 Edition           | NT 5.2.3790                                           | Nie                                    | 8                                                        | Nie                                  |
| 8 lipca 2006                                                                 | Windows Fundamentals for Legacy PCs           | NT 5.1.2600                                           | Nie                                    | 8                                                        | Nie                                  |
| 8 listopada 2006 (klienci biznesowi) 30 stycznia 2007 (klienci indywidualni) | Windows Vista                                 | RTM – NT 6.0.6000 SP1 – NT 6.0.6001 SP2 – NT 6.0.6002 | Nie                                    | 9                                                        | Nie                                  |
| 4 listopada 2007                                                             | Windows Home Server                           | NT 5.2.3790                                           | Nie                                    | 9                                                        | Nie                                  |
| 27 lutego 2008                                                               | Windows Server 2008                           | NT 6.0.6001                                           | Nie                                    | 9                                                        | Nie                                  |
| 22 października 2009                                                         | Windows 7                                     | RTM – NT 6.1.7600 SP1 – NT 6.1.7601                   | Nie                                    | 11                                                       | Nie                                  |
| 22 października 2009                                                         | Windows Server 2008 R2                        | NT 6.1.7600                                           | Nie                                    | 11                                                       | Nie                                  |
| 6 czerwca 2011                                                               | Windows Thin PC                               | NT 6.1.7601                                           | Nie                                    | 11                                                       | Nie                                  |
| 28 czerwca 2011                                                              | Windows Home Server 2011                      | NT 6.1.7601                                           | Nie                                    | 11                                                       | Nie                                  |
| 4 września 2012                                                              | Windows Server 2012                           | NT 6.2.9200                                           | Nie                                    | 10                                                       | Nie                                  |
| 26 października 2012                                                         | Windows 8                                     | NT 6.2.9200                                           | Nie                                    | 11                                                       | Nie                                  |
| 17 października 2013                                                         | Windows 8.1                                   | NT 6.3.9600                                           | Nie                                    | 11                                                       | Nie                                  |
| 18 października 2013                                                         | Windows Server 2012 R2                        | NT 6.3.9600                                           | Nie                                    | 11                                                       | Nie                                  |
| 29 lipca 2015                                                                | Windows 10 (wersja początkowa; 1507)          | NT 10.0.10240                                         | Nie                                    | 11                                                       | Tak                                  |
| 12 listopada 2015                                                            | Windows 10 November Update (wersja 1511)      | NT 10.0.10586                                         | Nie                                    | 11                                                       | Tak                                  |
| 2 sierpnia 2016                                                              | Windows 10 Anniversary Update (wersja 1607)   | NT 10.0.14393                                         | Nie                                    | 11                                                       | Tak                                  |
| 26 września 2016                                                             | Windows Server 2016                           | NT 10.0.14393                                         | Tak (12 sty 2027)                      | 11                                                       | Tak                                  |
| 11 kwietnia 2017                                                             | Windows 10 Creators Update (wersja 1703)      | NT 10.0.15063                                         | Nie                                    | 11                                                       | Tak                                  |
| 17 października 2017                                                         | Windows 10 Fall Creators Update (wersja 1709) | NT 10.0.16299                                         | Nie                                    | 11                                                       | Tak                                  |
| 30 kwietnia 2018                                                             | Windows 10 April 2018 Update (wersja 1803)    | NT 10.0.17134                                         | Nie                                    | 11                                                       | Tak                                  |
| 2 października 2018                                                          | Windows 10 October 2018 Update (wersja 1809)  | NT 10.0.17763                                         | Nie                                    | 11                                                       | Tak                                  |
| 2 października 2018                                                          | Windows Server 2019                           | NT 10.0.17763                                         | Tak (9 sty 2029)                       | 11                                                       | Tak                                  |
| 21 maja 2019                                                                 | Windows 10 May 2019 Update (wersja 1903)      | NT 10.0.18362                                         | Nie                                    | 11                                                       | Tak                                  |
| 12 listopada 2019                                                            | Windows 10 November 2019 Update (wersja 1909) | NT 10.0.18363                                         | Nie                                    | 11                                                       | Tak                                  |
| 27 maja 2020                                                                 | Windows 10 May 2020 Update (wersja 2004)      | NT 10.0.19041                                         | Nie                                    | 11                                                       | Tak                                  |
| 20 października 2020                                                         | Windows 10 October 2020 Update (wersja 20H2)  | NT 10.0.19042                                         | Nie                                    | 11                                                       | Tak                                  |
| 18 maja 2021                                                                 | Windows 10 May 2021 Update (wersja 21H1)      | NT 10.0.19043                                         | Nie                                    | 11                                                       | Tak                                  |
| 18 sierpnia 2021                                                             | Windows Server 2022                           | NT 10.0.20348                                         | Tak (14 paź 2031)                      | 11                                                       | Tak                                  |
| 5 października 2021                                                          | Windows 11 21H2                               | NT 10.0.22000                                         | Nie                                    | –                                                        | Tak                                  |
| 16 listopada 2021                                                            | Windows 10 November 2021 Update (wersja 21H2) | NT 10.0.19044                                         | Nie                                    | 11                                                       | Tak                                  |
| 20 września 2022                                                             | Windows 11 22H2                               | NT 10.0.22621                                         | Nie                                    | –                                                        | Tak                                  |
| 18 października 2022                                                         | Windows 10 2022 Update (wersja 22H2)          | NT 10.0.19045                                         | Tak (14 paź 2025)                      | 11                                                       | Tak                                  |
| 31 października 2023                                                         | Windows 11 23H2                               | NT 10.0.22631                                         | Tak (11 lis 2025)                      | –                                                        | Tak                                  |
| 1 października 2024                                                          | Windows 11 24H2                               | NT 10.0.26100                                         | Tak (13 paź 2026)                      | –                                                        | Tak                                  |
| 1 listopada 2024                                                             | Windows Server 2025                           | NT 10.0.26100                                         | Tak (10 paź 2034)                      | –                                                        | Tak                                  |
| Druga połowa 2025                                                            | Windows 11 25H2                               | NT 10.0.26200                                         | –                                      | –                                                        | Tak                                  |

## Bezpieczeństwo
Bezpieczeństwo systemów Windows od wielu lat wywołuje ożywione dyskusje. Zdarzało się nawet, że sam Microsoft padał ofiarą ataków (ostatni raz w roku 2000). Po części z uwagi na rozpowszechnienie systemów Windows, po części zaś z uwagi na kwestie techniczne dla systemów tej rodziny dla Windows istnieje około 2 000 000 razy więcej szkodliwego oprogramowania niż dla innych systemów, takich jak macOS, Linux, Unix czy FreeBSD. Początkowo systemy Windows projektowane były tak, by umożliwiać użytkownikom łatwe korzystanie z komputera bez połączeń sieciowych, nie stosowano więc w nich systemów zabezpieczeń. System operacyjny Windows NT i jego następcy posiadał już implementację zasad bezpieczeństwa pracy (w tym bezpieczeństwa sieciowego) oraz mechanizmy pozwalające na pracę systemu z wieloma użytkownikami, lecz pierwsza jego wersja nie zakładała stosowania zabezpieczeń podczas pracy w Internecie – rozwiązanie to nie było jeszcze tak szeroko rozpowszechnione w czasach prac nad systemem Windows NT. Te właśnie cechy w połączeniu z kodem, który w pewnych miejscach obarczony był pewnymi niedoskonałościami (zezwalając na przykład na przepełnienie bufora) sprawiają, że systemy z rodziny Windows są częstym celem ataków twórców wirusów i robaków komputerowych. Dodatkowo, do czasu pojawienia się w sprzedaży Windows Server 2003, większość wersji (nawet w przypadku Windows NT) sprzedawano w konfiguracji z wyłączonymi ważnymi mechanizmami zabezpieczeń, za to z włączonymi podatnymi na ataki (lecz jednocześnie użytecznymi) usługami systemowymi. W czerwcu 2005 zarządzana przez Bruce’a Schneiera firma Counterpane Internet Security podała, że zarejestrowała w przeciągu poprzedzających tę datę sześciu miesięcy ponad tysiąc nowych wirusów i robaków atakujących systemy operacyjne Windows.
Narzędzie automatycznych aktualizacji systemu pojawiło się po raz pierwszy w systemie Windows Me. Dzięki niemu dodatki Service Pack dla systemów Windows XP i Windows Server 2003 mogły być instalowane o wiele szybciej, niż byłoby to możliwe przy ich dystrybucji bardziej konwencjonalnymi metodami. Microsoft dostarcza uaktualnienia swoich produktów poprzez usługę Windows Update średnio raz na miesiąc (zwykle w drugi wtorek każdego miesiąca), choć aktualizacje krytyczne mogą się w miarę potrzeby pojawiać w dowolnym momencie. W systemach Windows 2000 z dodatkiem Service Pack 3 i nowszym, Windows XP oraz Windows Server 2003 i nowszych, możliwe jest automatyczne pobranie i instalacja aktualizacji.
W systemie Windows Vista Microsoft wprowadził mechanizm kontroli konta użytkownika (User Account Control). Jego założenie polegało na tym, że w systemie Windows każdy program ma mieć takie same prawa, jak użytkownik go uruchamiający. Jeżeli użytkownik chce wykonać działanie wykraczające poza jego uprawnienia (np. zmienić ustawienia systemowe, uruchomić program wymagający uprawnień administratora), konieczne jest potwierdzenie tej akcji na specjalnym ekranie, wpisując hasło konta z uprawnieniami administratora, jeżeli hasło to zostało ustawione. Funkcja ta jest jednak przez wiele osób uważana za uciążliwą i wyłączana.

### Windows Defender
6 stycznia 2005 firma Microsoft udostępniła wersję testową (beta) programu Windows AntiSpyware, który stworzono na podstawie wcześniej zakupionego programu o nazwie Giant AntiSpyware. 14 lutego 2006 nazwę programu zmieniono na Windows Defender, co stało się równocześnie z pojawieniem się drugiej wersji beta programu. Produkt wydano na licencji freeware, zaś jego funkcje to ochrona przed niepożądanym oprogramowaniem, w tym przed programami szpiegowskimi. Użytkownicy systemów Windows XP i Windows Server 2003, których legalność została potwierdzona przez WGA, mogą bezpłatnie pobrać i zainstalować Windows Defendera. Jest on dostępny również jako część systemu operacyjnego Windows Vista i nowszych.

### Analizy firm trzecich dotyczące niewspieranych wersji Windows
- Studium przeprowadzone w 2004 roku przez Kevina Mitnicka wraz z firmą Avantgarde zajmującą się komunikacją marketingową ujawniło, że komputer, na którym zainstalowano pozbawiony uaktualnień system Windows XP, nie wyposażony w jakiekolwiek oprogramowanie ochronne, pozostaje bezpieczny w sieci Internet przez około cztery minuty, po czym następuje przełamanie jego podstawowych mechanizmów ochrony[43].
- Opublikowane w październiku 2004 poświęcone bezpieczeństwu sieciowemu studium przeprowadzone przez AOL stwierdziło, że na komputerach 80 procent użytkowników systemów operacyjnych Windows działa co najmniej jeden program szpiegowski lub reklamowy. Istnieje również spora ilość dokumentacji ilustrująca metody podniesienia poziomu bezpieczeństwa systemów Windows. W starszych systemach Windows zaleca się instalację systemu komputerowego za sprzętową lub programową zaporą sieciową, ciągłą aktywność oprogramowania antywirusowego i antyszpiegowskiego oraz instalację uaktualnień dostępnych w witrynie Windows Update.

W nowszych systemach (Windows XP SP2, Windows Vista, Windows 7) wiele z wymienionych powyżej funkcjonalności zostało wbudowanych w system operacyjny.

## Projekty ootwartym kodzie źródłowym
- Wine – Jest to prawie całkowita implementacja API środowiska Windows rozpowszechniana na zasadach wolnego oprogramowania. Pozwala ona na uruchomienie niektórych aplikacji Windows na komputerach o architekturze x86 z zainstalowanym systemem operacyjnym pochodzenia uniksowego, w tym GNU/Linux.
- ReactOS – Projekt mający na celu utworzenie darmowego, otwartego odpowiednika Windows 2000 tworzony przez wolontariuszy. Założeniem projektu jest maksymalna kompatybilność z istniejącym oprogramowaniem i sterownikami dla Windows NT. ReactOS jest ściśle powiązany z Wine, jednak w chwili obecnej projekt jest we wczesnej fazie rozwoju.

## Oprogramowanie do emulacji
Emulacja zezwala na uruchamianie programów napisanych dla systemów Windows bez konieczności uruchamiania samego systemu. Część z tych programów to:
- CrossOver Office – komercyjna wersja Wine z zestawem licencjonowanych czcionek. Podmioty, które stworzyły projekt są również regularnymi uczestnikami prac nad Wine, a ich działania koncentrują się na umożliwieniu uruchamiania pod Wine aplikacji oficjalnie przeznaczonych na systemy Windows.
- Cedega, wcześniej znana pod nazwą WineX – odgałęzienie Wine opracowywane przez firmę TransGaming Technologies, którego przeznaczeniem jest umożliwienie uruchamiania gier przeznaczonych dla systemu Windows w systemach GNU/Linux.
- Project David – ambitny i kontrowersyjny projekt zmierzający do pełnej emulacji programów Windows pod kontrolą innych systemów operacyjnych.
- Parallels Workstation – projekt firmy Parallels, Inc.
- Microsoft Virtual PC – przeznaczony dla systemów operacyjnych macOS zestaw aplikacji, którego rozwój w dotychczasowej formie został wstrzymany w roku 2006. Aktualnie spotyka się nazwę Virtual PC w odniesieniu do oprogramowania wirtualizacyjnego. Program stworzyła firma Connectix, po czym została przejęta przez Microsoft. Virtual PC dla środowiska macOS emuluje zachowanie 32-bitowych procesorów serii x86, wskutek czego możliwe jest za jego pomocą korzystanie z systemów operacyjnych dla PC; głównie jednak stosowany jest do emulacji systemu operacyjnego Windows.
- Darwine – projekt, którego założeniem jest stworzenie portów dla Wine (jak i innych narzędzi) i rozwijanie ich tak, by systemy operacyjne Darwin i macOS mogły uruchamiać oprogramowanie Microsoft Windows. Kolejnym założeniem projektu jest umożliwienie kompatybilności API 32-bitowych programów Windows na poziomie kodu źródłowego aplikacji.